# Хэмилтон, Джонни (футболист)
Джон Хэмилтон (англ. John Hamilton; 22 января 1935 — 8 августа 2013, Эдинбург) — шотландский футболист, игравший на позиции флангового полузащитника. Двукратный чемпион Шотландии в составе «Харт оф Мидлотиан».

## Биография

### Игровая карьера
Поиграв на юниорском уровне, Хэмилтон привлёк внимание нескольких клубов Высшего дивизиона. В апреле 1955 года он подписал контракт с клубом «Харт оф Мидлотиан»; сумма перехода составила 100 фунтов стерлингов. После подписания контракта он вошёл в основной состав и по итогам сезона 1955/56 «сердца» выиграли Кубок Шотландии, обыграв в финале «Селтик» со счётом 3:1, но в том матче Хэмилтон не играл из-за травмы головы. В составе «сердец» он отыграл 12 сезонов, выиграл два чемпионских титула и три Кубка шотландской лиги, сыграв во всех турнирах 404 матча и забил 114 голов.
В 1967 году перешёл в «Уотфорд», в котором отыграл один сезон, сыграв 8 матчей и забил 2 гола. По окончании сезона перешёл в «Бервик Рейнджерс», в котором отыграл три сезона и завершил карьеру игрока в 1971 году.

### Тренерская карьера
С 1974 по 1979 год возглавлял молодёжную команду «Харт оф Мидлотиан».

### Смерть
Скончался 8 августа 2013 года в Эдинбурге в возрасте 78 лет после непродолжительной болезни.

## Достижения
«Харт оф Мидлотиан»
- Чемпион Шотландии (2) : 1958/1959, 1964/1965
- Обладатель Кубка шотландской лиги (3) : 1958/59, 1959/60, 1962/63